# Stomias boa colubrinus
Stomias boa colubrinus es una subespecie de pez de la familia Stomiidae en el orden de los Stomiiformes.

## Morfología
Los machos pueden llegar alcanzar los 40 cm de longitud total.

## Hábitat
Es un pez de mar y de aguas profundas que vive hasta 3.060 m de profundidad.

## Distribución geográfica
Se encuentra en Chile el  Atlántico norte y frente a la costa occidental del África Central.